# Антдорф
Антдорф (нім. Antdorf) — громада в Німеччині, розташована в землі Баварія. Підпорядковується адміністративному округу Верхня Баварія. Входить до складу району Вайльгайм-Шонгау. Складова частина об'єднання громад Габах.
Площа — 22,37 км2. Населення становить 1305 ос. (станом на 31 грудня 2020).